# Roßleithen
Roßleithen osztrák község Felső-Ausztria Kirchdorf an der Krems-i járásában. 2019 januárjában 1908 lakosa volt. 

## Elhelyezkedése

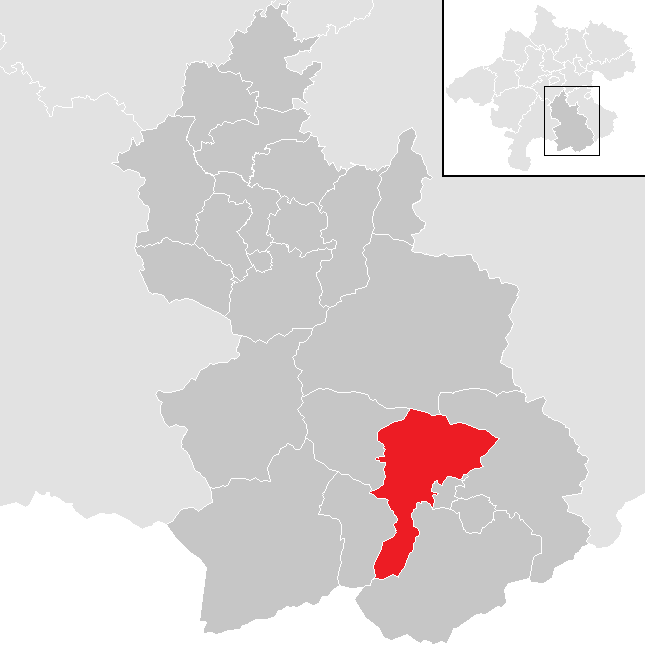
Roßleithen a Kirchdorf an der Krems-i járásban

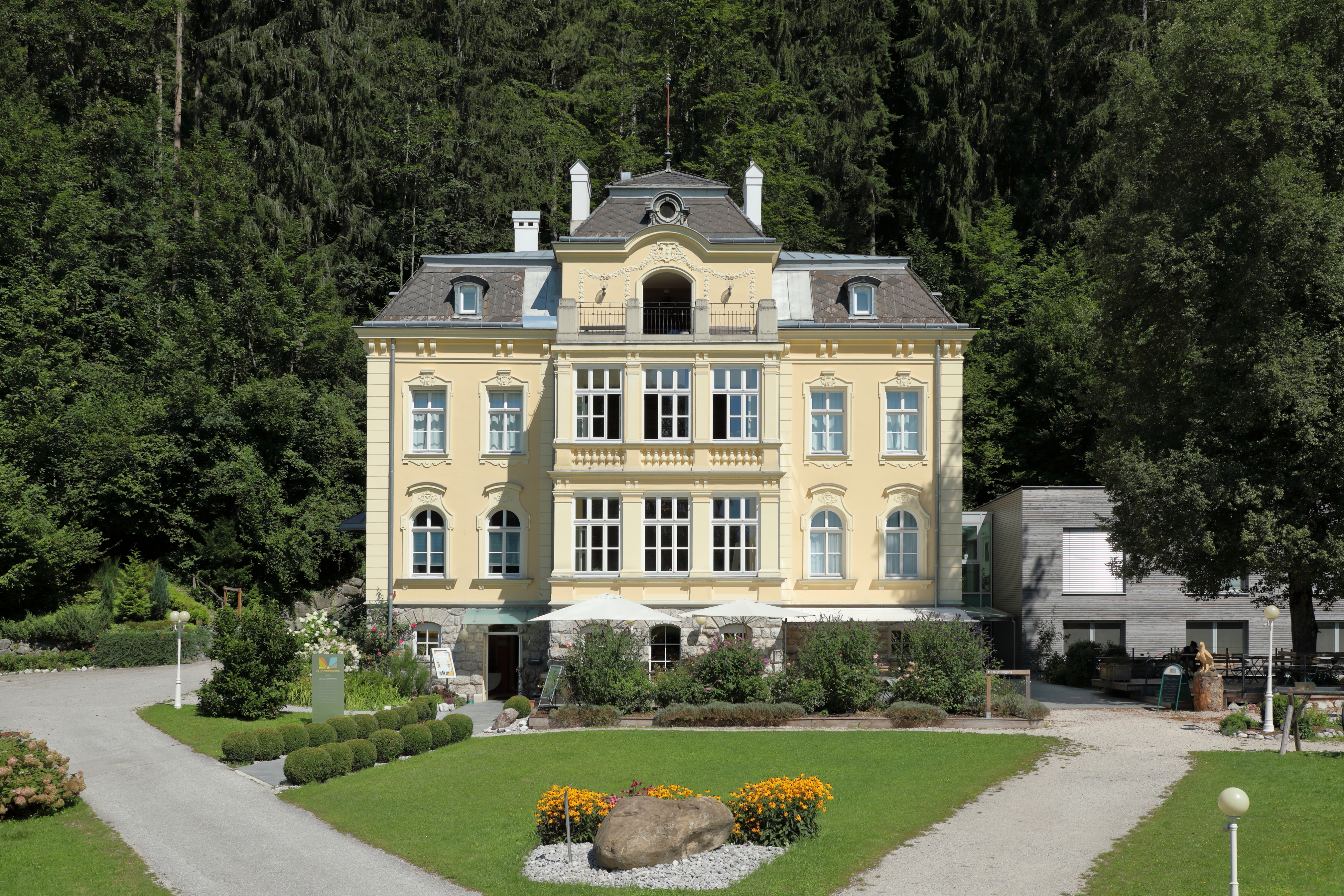
A Sonnwend-villa

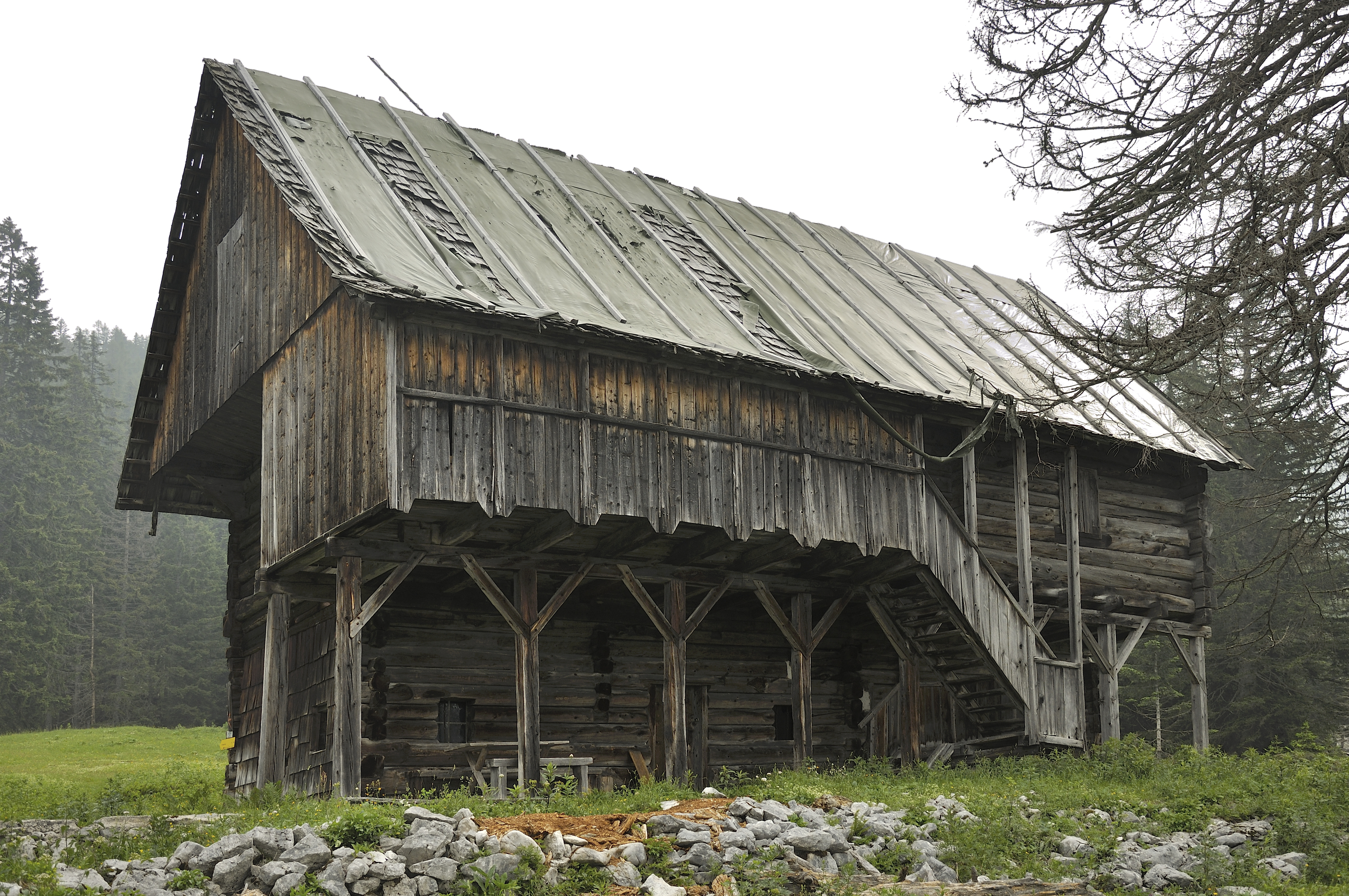
A bärenriedlaui vadászház

Roßleithen Felső-Ausztria Traunviertel régiójában fekszik a Pießling folyó mentén, a Windischgarsteni-medencében, a Toten-hegység északkeleti lábainál. Területének 61%-a erdő és 20,4% áll mezőgazdasági művelés alatt. Az önkormányzat 6 településrészt, illetve falut egyesít: Mayrwinkl (155 lakos 2019-ben), Pichl (495), Pießling (175), Rading (307), Roßleithen (240) és Schweizersberg (536). 
A környező önkormányzatok: északra Molln, keletre Windischgarsten, Edlbach és Rosenau am Hengstpaß, délkeletre Spital am Pyhrn, délnyugatra Vorderstoder, északnyugatra Sankt Pankraz.

## Története
Roßleithen területe eredetileg Bajorország keleti határvidékéhez tartozott, a 12. században került az Osztrák Hercegséghez. 1490-ben az Ennsen túli Ausztria hercegségéhez sorolták. A napóleoni háborúk során több alkalommal megszállták. 1918-tól Roßleithen Felső-Ausztria tartomány része. Miután a Német Birodalom 1938-ban annektálta Ausztriát, az Oberdonaui gauba osztották be, majd a második világháború után visszakerült Felső-Ausztriához.

## Lakosság
A roßleitheni önkormányzat területén 2019 januárjában 1908 fő élt. A lakosságszám 1961 óta gyarapodó tendenciát mutat. 2017-ben a helybeliek 94,9%-a volt osztrák állampolgár; a külföldiek közül 1,4% a régi (2004 előtti), 1,8% az új EU-tagállamokból érkezett. 1,5% a volt Jugoszlávia (Szlovénia és Horvátország nélkül) vagy Törökország, 0,5% egyéb országok polgára volt. 2001-ben a lakosok 87,3%-a római katolikusnak, 3,2% evangélikusnak, 2,6% mohamedánnak, 4,6% pedig felekezeten kívülinek vallotta magát. Ugyanekkor a legnagyobb nemzetiségi csoportot a német (96%) mellett a törökök (1,6%) és a szerbek (1,1%) alkották.
A lakosság számának változása:

| 2016 | 1 898 |
| 2018 | 1 889 |

## Látnivalók
- a Sonnwend-villa
- a Schröckenfux-villa
- a 300 éves, fából épült bärnriedlaui vadászház

## Fordítás
- Ez a szócikk részben vagy egészben  a   Roßleithen című német Wikipédia-szócikk ezen változatának fordításán alapul.  Az eredeti cikk szerkesztőit annak laptörténete sorolja fel. Ez a jelzés csupán a megfogalmazás eredetét és a szerzői jogokat jelzi, nem szolgál a cikkben szereplő információk forrásmegjelöléseként.